# 上卿
上卿（しょうけい、じょうけい）は、平安時代以降の朝廷において、公卿が関わる組織や儀式・政務・公事などの各種行事における役目の中の筆頭の者を指す。転じて、上卿になれる資格を持った者すなわち、公卿そのものを指す別称として用いられた例もある。上（しょう）の一字で表されることもある。特に太政官の長を一上と呼んだ。

## 概要
「上卿」という言葉がよく使われた例として、次の2つがあげられる。
1つは律令制の行政機関である太政官機構の事実上の最高審議会議体である「陣定」（陣議）などの公卿による会議の場における議長に相当する一番上位の序列（上首）の者を指す。
通常の場合は、左大臣、欠員の場合には右大臣あるいは内大臣が太政官の長であり、一上と呼ばれた。なお、公卿の中でも摂政・関白は天皇の補佐・代理人の位置づけであるので陣定には加わらず、太政大臣も名誉職であるので太政官の会議を主宰しなかった。
一上は太政官の会議を主宰し、弁官・外記・史を動員して準備を行い、会議の内容を天皇への上奏および摂関への報告を行ったり、太政官符・官宣旨などの必要な公文書の発給手続などを行ったりした。天皇・摂関の裁可を必要とする文書を奉勅宣、上卿の判断で裁可・発給が可能な文書を上宣と称した。
もしも一上が病気や触穢、物忌等で欠席の場合は、当日の会議に参加した公卿の中で上首にあたる人物が一上であるなしに関わらず上卿として会議を主宰した（ただし、中納言以上に限られ、参議のみ出席の場合には会議は成立しなかった）。これを「日の上卿」すなわち、日上（ひのしょう）と呼ぶ。
もう1つは年中行事など、あらかじめ翌年行われる事が明らかな行事に関しては、その行事を取り仕切る行事所の長官を務める公卿を前年末に予め担当する公卿を除目により補任した。この除目を公卿分配（上達部分配）、担当者を行事上卿と称した。ただし、節会や祈年穀奉幣は一上が務めて内弁と称し、大嘗会や仁王会は大納言が務めて検校と称する慣例があった。この時の上卿は参議が務める場合もあるが国忌・大祓・吉田祭・梅宮祭といった「小行事」と称される小規模あるいは重要性が低い行事に限定され、多くの行事は中納言以上が務めていた。
院政期以降になると、元は別当と称されていた所の長官や社寺などとの取次役を指して、上卿と称する例が現れる。前者の代表的な例として記録所の長官などが挙げられ、後者の場合は伊勢神宮・賀茂神社・六勝寺などの重要な社寺に関する奏宣などを担当し、宣下によって補任した。後者は鎌倉時代後期以降、寺社伝奏へと発展したとみられている。
いずれの上卿も準備から後処理まで、様々な手続や作法を必要とするため、様々な故実に通じている必要があり、公卿にはそのための知識の熟達が求められた。